# Ахеджак Меджид Салехович
Меджид Салехович Ахеджак (15 травня 1914, Майкоп, Адигея — 3 січня 2012, Москва) — радянський актор і театральний режисер, заслужений діяч мистецтв РРФСР, народний артист Республіки Адигея, засновник та перший режисер драматичного театру Республіки Адигея, вітчим народної артистки Росії Лії Ахеджакової.
Походить зі знатного адизького княжого роду Ахеджакових.[джерело?]
За понад чверть століття поставив більш ніж сто великих вистав і зіграв понад сімдесят ролей сучасного та класичного репертуару.